# Christopher Newton (metteur en scène)
Pour les articles homonymes, voir Newton et Christopher Newton.
Christopher Newton, né le 11 juin 1936 à Deal, dans le Kent (Angleterre) et mort le 19 décembre 2021, est un metteur en scène et acteur canadien, qui a été directeur artistique du Shaw Festival (en) de 1980 à 2002.

## Biographie
Christopher Newton a suivi l'enseignement de la Sir Roger Manwood's School. Après avoir obtenu un B.A. de l'université de Leeds, il est parti aux États-Unis pour poursuivre mes études à l'université Purdue dans l'Indiana et à l'université d'Illinois, où il a obtenu sa maîtrise en 1960.

## Carrière
Newton a joué avec les Canadian Players au Manitoba Theatre Centre (en), au Vancouver Playhouse et au festival de Stratford.
À Stratford, il a joué des rôles tels que ceux d'Obéron dans Le Songe d'une nuit d'été et d'Aramis dans Les Trois Mousquetaires. Il est également apparu à Broadway dans The Private Ear de Peter Shaffer.
En 1968, Newton a fondé le Theatre Calgary (en), où il a exercé les fonctions de directeur artistique jusqu'en 1971. En 1973, il a été nommé directeur artistique de la Vancouver Playhouse Theatre Company (en) où il a fondé la Playhouse Acting School avec son ami et mentor Powys Thomas.